# FPGA
FPGA съкратено от field programmable gate array (програмируема логическа матрица) е вид цифрова интегрална схема, съдържаща програмируема цифрова логика. Използват се програмните езици Verilog и VHDL. Те осигуряват необходимото бързодействие за голяма група от приложения като тактовата им честота е в обхвата между 50 MHz и 400 MHz. Има достигнати честоти от порядъка на 1 GHz при по-новите поколения FPLDs. Реалното им производство в повечето случаи се извършва от японски и тайвански фирми.

## Структура
FPGA е полупроводниково устройство, базирано на LUTS логически елементи (ЛЕ) и програмируеми връзки. ЛЕ могат да бъдат програмирани да дублират функциите на основните логически елементи (като например AND, OR, XOR, NOR и т.н.), но и по-сложни функции като комбинационни декодери или прости математически функции. Паметта, в която се съхранява конфигурацията на FPGA, може да е външен чип или вградена. От гледна точка на сигурността се препоръчва едночиповото решение. Отделни FPGA чипове могат да бъдат свързани последователно по JTAG линията и да бъдат програмирани/тествани от разработчика.
Програмирането на конфигурационния файл и тестването на връзките за конкретното приложение се осъществява посредством JTAG интерфейс.
Вътрешно FPGAs съдържат много на брой еднакви програмируеми ЛЕ, наречени клетки. Те могат да се свържат по подходящ начин и да образуват необходимата логическа функция, като изхода може да се свърже към входа на един или два тригера. В силициевия кристал програмируемите ЛЕ могат да бъдат свързани в колона или в матрица, както и помежду си, което осигурява по-малко закъснение на сигналите и дава още по-голяма гъвкавост на проектанта при реализиране на желаната логическа функция.

## Функции
Основната идея, използвана за реализирането на FPGA е, че паметта може да се използва за реализирането на комбинационни логически схеми. При големите по обем програмируеми интегрални схеми се използват специални свързващи линии, които осигуряват по-малко закъснение на сигнала. Тези свързващи линии са свързани към вътрешна бързодействаща шина. Тази шина се използва, за да разпредели тактовия сигнал до всички тригери в конкретната ИС, като същевременно целта е да се намали закъснението на тактовия сигнал. Ако не се използват специални линии за тактовия сигнал, той може да се разпространява като обикновен. При това положение обаче, вследствие на различните закъснения, той пристига по различно време до различните тригери, което може да предизвика нестабилност в работата на създаденото електронно устройство. Честа практика е при изграждането на сложни електронни устройства да се използва специална линия, по която да се разпространява тактовия сигнал.